# Štefa Strojnik
Štefa Strojnik (r. Bunc), slovenska učiteljica in pisateljica, * 19. oktober 1891, Ljubljana, † 19. april 1952, Ljubljana.

## Življenje in delo
Rodila se je v družini sodnega uradnika Franca Bunca. Ljudsko, meščansko šolo in učiteljišče je obiskovala v rojstnem mestu. Po končanem šolanju je v letih 1910−1918 poučevala na zavodu Družbe sv. Cirila in Metoda v Koloniji pri Trstu. Po italijanski okupaciji 1918 se je vrnila v Ljubljano in se tu poročila z inženirjem R. Strojnikom. Svojo prvo črtico K solncu in rožam je objavila leta 1911 v mesečniku za književnost, umetnost in prosveto Slovan. V letih 1924−1935 je objavila več vzgojnih člankov. Napisala je tudi romana Zbegano gnezdo (COBISS) in Jastreb kroži. (COBISS)